# (20309) Batalden
(20309) Batalden (1998 FD110) – planetoida z grupy pasa głównego asteroid okrążająca Słońce w ciągu 3,93 lat w średniej odległości 2,49 j.a. Odkryta 31 marca 1998 roku.